# Summerland, British Columbia
Summerland är en ort i Kanada.   Den ligger i provinsen British Columbia, i den södra delen av landet, 3 300 km väster om huvudstaden Ottawa. Summerland ligger 475 meter över havet och antalet invånare är 6 292. Den ligger vid sjön Okanagan Lake.
Terrängen runt Summerland är kuperad åt sydväst, men åt nordost är den bergig. Närmaste större samhälle är Penticton, 14,5 km söder om Summerland.
I omgivningarna runt Summerland växer i huvudsak barrskog. Runt Summerland är det ganska tätbefolkat, med 86 invånare per kvadratkilometer.